# NEO – Le Centre social-libéral
Ne doit pas être confondu avec Centre gauche - PCS.
NEO – Le Centre social-libéral (en allemand : NEO – Die sozialliberale Mitte, NEO), anciennement Parti chrétien-social du Haut-Valais (en allemand : Christlichsoziale Volkspartei Oberwallis, CSPO), est un parti politique suisse, actif dans le canton du Valais. Ses membres sont appelés les jaunes.
Le parti n'est actif que dans la partie germanophone du Valais, où il représente la deuxième force politique. Il ne fait pas partie du Centre gauche - PCS, mais du parti Le Centre.
En mars 2023, le parti abandonne la référence chrétienne (C) et adopte le nouveau nom de NEO – Die sozialliberale Mitte.

## Historique
Le parti est fondé le 14 novembre 1949, notamment par Wolfgang Loretan, pour répondre à la montée des mouvements chrétiens sociaux ouvriers. 

ancien logo jusqu'en mars 2023

## Orientation politique
NEO soutient LC au niveau national et siège sous ses couleurs. Au niveau cantonal, NEO est toutefois bien indépendant de LC, et ses députés cantonaux ont donc leur propre groupe au Grand Conseil valaisan. Ensembles, LC et NEO sont appelés « les partis du Centre», et anciennement, le PDC et le CSPO étaient appelés la « famille C ».
Le parti est traditionnellement considéré comme étant plus progressiste que LC. Les chrétiens-démocrates membres du Centre sont d'ailleurs appelés «les noirs» alors que les membres de NEO sont appelés «les jaunes». Le progressisme des chrétiens-sociaux (NEO) par rapport aux chrétiens-démocrates (LC) s'illustre par exemple sur le mot d'ordre donné lors de la votation sur le mariage pour tous: le CVPO soutenait le Non alors que le CSPO prônait le Oui.

## Présidents du Parti
| Mandat      | Nom                       |
| ----------- | ------------------------- |
| 1949–195?   | Leo Guntern               |
| 1955–1965   | Wolfgang Loretan          |
| 1965–1973   | Hans Wyer                 |
| 1973–1974   | Louis Carlen              |
| 1974–1984   | Peter Bloetzer            |
| 1984–1989   | Odilo Guntern             |
| 1989–1993   | Wilhelm Schnyder          |
| 1993–1994   | Adolf Anthamatten         |
| 1994–2002   | Paul Inderkummen          |
| 2002–2008   | Andreas Biner             |
| 2008–2009   | Graziella Walker Salzmann |
| 2009–2013   | Valentin Cina             |
| 2014–2019   | Alex Schwestermann        |
| Depuis 2019 | Konstantin Bumann         |

## Résultats électoraux

### Élections au Conseil national
Le parti compta au moins 1 élu au Conseil National entre 1951 et 2003, entre 2007 et 2011, puis entre 2015 et 2019. Depuis les élections fédérales de 2019, le parti ne compte plus aucun élu au Conseil National.

### Élections au Conseil des États
Le parti ne compte plus d'élu au Conseil des États depuis 2015. Il n'a pas compté beaucoup de conseillers aux états. Il a souvent soutenu les candidats PDC à ces élections.

### Élections au Parlement cantonal
À la suite des élections cantonales de 2021, le parti perd 2 sièges mais compte encore 8 membres au Grand Conseil Valaisan et reste le deuxième groupe parlementaire du Haut-Valais au Grand Conseil.

#### Nombres de sièges au Grand Conseil
Par législature, et pour le Haut-Valais uniquement, le parti n'étant pas présent dans le Valais romand.
| Législature | Nombre de sièges |
| ----------- | ---------------- |
| 1953–1957   | 14 sur 40        |
| 1957–1961   | 15 sur 40        |
| 1961–1965   | 17 sur 40        |
| 1965–1969   | 17 sur 41        |
| 1969–1973   | 19 sur 41        |
| 1973–1977   | 18 sur 41        |
| 1977–1981   | 16 sur 41        |
| 1981–1985   | 15 sur 41        |
| 1985–1989   | 16 sur 41        |
| 1989–1993   | 15 sur 41        |
| 1993–1997   | 14 sur 40        |
| 1997–2001   | 14 sur 40        |
| 2001–2005   | 13 sur 40        |
| 2005–2009   | 15 sur 39        |
| 2009–2013   | 14 sur 39        |
| 2013–2017   | 12 sur 38        |
| 2017–2021   | 10 sur 34        |
| 2021–2025   | 8 sur 33         |